# Tyrinna
Tyrinna Bergh, 1898 è un genere di molluschi nudibranchi della famiglia Chromodorididae.

## Tassonomia
Il genere comprende le seguenti specie:
- Tyrinna burnayi (Ortea, 1988)
- Tyrinna delicata (Abraham, 1877)
- Tyrinna evelinae (Marcus, 1958)